# Urethrotomie
Die Urethrotomie oder auch Harnröhrenschlitzung ist ein endoskopisches Verfahren zur Behandlung von Harnröhrenstrikturen. Dabei führt der Urologe das Urethrotom in die Harnröhre ein und setzt im Bereich der Engstelle einen kleinen Schnitt. Zwei Methoden haben sich durchgesetzt: Urethrotomie nach Otis und Urethrotomie nach Sachse. Des Weiteren gibt es noch Verfahren nach Jules-Germain-François Maisonneuve (1809–1894) und Jean Civiale, die aber in der praktischen Urologie keine Rolle mehr spielen.

## Urethrotomie nach Otis
Bei dieser Methode wird die Harnröhre „blind“ eingeschnitten, das heißt, der Operateur kann die Engstelle nicht genau einsehen. Sie eignet sich besonders für Strikturen im Bereich des Meatus urethrae externus (äußerer Harnröhrenausgang) und distalen Pars pendulans urethrae (Harnröhre im Penis). Das Instrument wird in die Harnröhre eingeführt. Nach dem Öffnen wird das dachförmig konfigurierte Messer über die Enge bei 12 Uhr zurückgezogen.

## Urethrotomie nach Sachse
Ist die Striktur einsehbar, erfolgt immer eine Sichturethrotomie mit dem Instrument nach Sachse. Unter Sichtkontrolle wird das Urethrotom eingeführt. Anschließend wird das im Instrument geführte Messer ausgefahren und die Harnröhre bei 12 Uhr eingeschnitten. Dieser Vorgang kann mehrfach wiederholt werden. Zur Vermeidung von Komplikationen wird ein Harnröhrenkatheter eingelegt.